# 江島和子
江島 和子（えじま かずこ、1928年〈昭和3年〉 - ）は、日本の元女優。東京出身。夫は東宝専属俳優の堤康久。

## 来歴・人物
東宝の専属俳優。
1952年、新聞各社と映画各社が合同で主催するニューフェイス募集に合格し、入社。同年に公開された市川崑監督映画『若い人』を始め、多くの作品に出演したが、台詞が無く、クレジットすらされない作品も少なくない。1960年代にはテレビドラマにも出演している。
1956年、同じく東宝の専属俳優であった堤康久と結婚。結婚後も活動を続け、東宝専属制度廃止前の1970年まで活躍した。

## 出演作品

### 東宝
特筆以外、全て製作・配給は「東宝」である。
- 若い人（1952年、市川崑監督） - 石田ユキ先生
- お母さんの結婚（1953年、斎藤達雄監督） - 葉子の同僚 ※日本映画新社製作
- ゴジラ（1954年、本多猪四郎監督） - 救護所の避難民[1] ※ノンクレジット
- へそくり社員とワンマン社長 ワンマン社長純情す（1956年、小田基義監督）
- 大番 完結篇（1958年、千葉泰樹監督） - 女給C
- 若い獣（1958年、石原慎太郎監督）
- 落語天国紳士録（1960年、青柳信雄監督）
- 新・女大学（1960年、久松静児監督）
- 金づくり太閤記（1960年、川崎徹広監督）
- サラリーマン奥様心得帖（1961年、古澤憲吾監督）
- 続・社長道中記（1961年、松林宗恵監督）
- 新入社員十番勝負（1961年、岩城英二監督）
- その場所に女ありて（1962年、鈴木英夫監督）
- 愛のうず潮（1962年、久松静児監督） - 夫人F
- ニッポン無責任時代（1962年、古澤憲吾監督）
- 憂愁平野 (1963年、東京映画)、豊田四郎監督）
- 六本木の夜 愛して愛して（1963年、岩内克己監督） - バーの女給B
- サラリーマン無鉄砲一家（1963年、筧正典監督）
- 団地七つの大罪（1964年、千葉泰樹・筧正典監督） - ホステスA子 ※宝塚映画製作
- 侍（1965年、岡本喜八監督） - お千代の方 ※三船プロダクション共作
- 狸の大将（1965年、山本嘉次郎監督）
- 恋にめざめる頃（1969年、浅野正雄監督）
- 続・社長えんま帖（1969年、松林宗恵監督）
- 喜劇 頑張れ！日本男児（1970年、石田勝心監督） - 主婦A

### テレビドラマ
- ウルトラマン 第26話「怪獣殿下 前篇」（1967年、TBS） - 団地の主婦[1]